# Tobias Sippel
Tobias Sippel (* 22. März 1988 in Bad Dürkheim) ist ein deutscher Fußballtorwart.

## Karriere

### Vereine
Sippel spielte seit 1998 als Torwart beim 1. FC Kaiserslautern, nachdem er vom SV 1911 Bad Dürkheim gekommen war. Ab der Zweitligasaison 2006/07 gehörte er zum Profikader. Zuvor hatte er für die zweite Mannschaft in der Regionalliga und der Oberliga im Tor gestanden. Wie seine Vorgänger Roman Weidenfeller, Tim Wiese und Florian Fromlowitz wurde er von Gerry Ehrmann ausgebildet.
Am 19. Oktober 2007 wurde Sippel im Zweitliga-Spiel gegen die TSG 1899 Hoffenheim für den verletzten Stammtorhüter Florian Fromlowitz eingewechselt und kam so zu seinem ersten Profieinsatz. Er absolvierte alle restlichen Spiele der Saison 2007/08 und verlängerte Anfang 2008 seinen Vertrag bis 2011. Nach dem Wechsel von Fromlowitz zu Hannover 96 wurde Sippel zur Saison 2008/09 auch auf dem Trikot zur Nummer 1 der Pfälzer.
Nach einem Armbruch in der Saison 2008/09 verlor er seinen Stammplatz zwischenzeitlich an Luis Robles, konnte ihn sich aber zur Spielzeit 2009/10 wieder zurückerobern. 2010 stieg er mit dem FCK in die Bundesliga auf. Im Januar 2011 verlängerte er seinen Vertrag um zwei weitere Jahre bis 2013. Zwei Monate später büßte er zum zweiten Mal in seiner Profikarriere seinen Stammplatz ein: Sippel wurde zunächst wegen einer Grippeerkrankung von Kevin Trapp vertreten. Trapp absolvierte auch die restlichen Spiele der Saison. In der Sommerpause war die Torwartfrage wieder offen, letztendlich blieb aber Trapp zu Beginn der neuen Saison 2011/12 die „Nummer eins“. Nach einer Verletzung Trapps wurde Sippel in der Rückrunde wieder Stammtorhüter. Nach dem Abstieg 2011/12 in die zweite Liga und Trapps Wechsel zu Eintracht Frankfurt wurde Sippel wieder die Nummer 1 im Tor des FCK. Vor der Saison 2012/13 verlängerte er seinen Vertrag vorzeitig bis zum 30. Juni 2015.

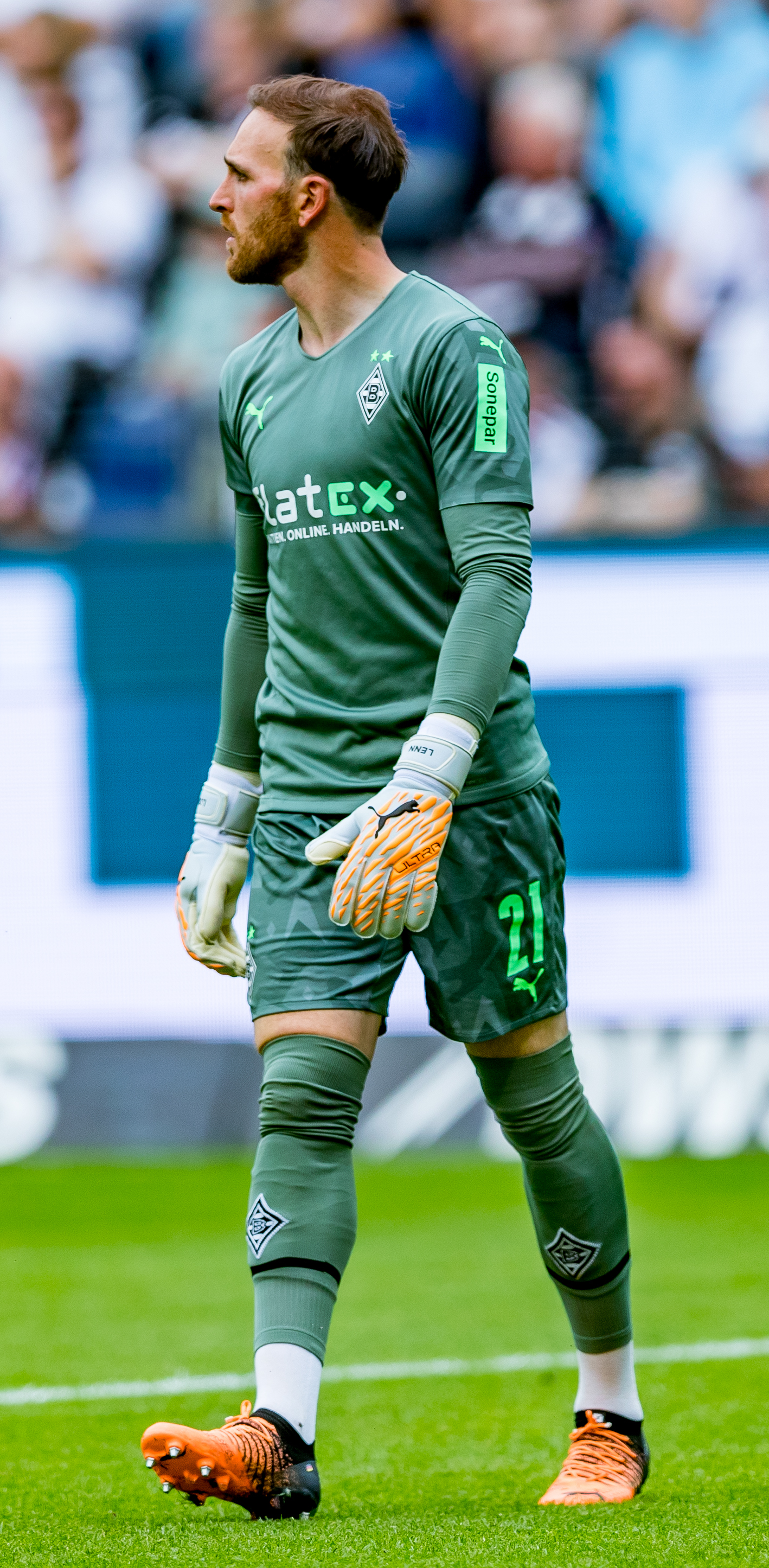
Tobias Sippel im Spiel gegen Eintracht Frankfurt (Mai 2022)

Zur Saison 2015/16 wechselte Sippel in die Bundesliga zu Borussia Mönchengladbach als Ersatztorhüter hinter Yann Sommer. Er erhielt einen Vertrag bis zum 30. Juni 2018. Sein Pflichtspieldebüt für die Borussia gab er beim 2:0-Heimsieg in der Liga gegen den VfL Wolfsburg am 3. Oktober 2015.
Ende Januar 2017 verlängerte Sippel seinen Vertrag in Gladbach vorzeitig um ein weiteres Jahr bis 2019.
Nachdem der Vertrag zwischenzeitlich weiter bis 2021 verlängert worden war, kam es im März 2021 zu einer weiteren Vertragsverlängerung bis Juni 2023. Nach einer roten Karte mit anschließender Sperre für zwei Spiele für Yann Sommer am 28. Spieltag der Saison 2020/2021 kam Tobias Sippel zum Einsatz und spielte am 29. Spieltag zu Null.
Am 23. Spieltag der Saison 2024/25 kam Sippel, dessen Vertrag aktuell bis Juni 2025 läuft, gegen den FC Augsburg zu seinem ersten Pflichtspieleinsatz seit März 2023. Stammtorwart Moritz Nicolas hatte sich im Spiel zuvor verletzt und dessen Vertreter Jonas Omlin wurde im Spiel gegen Augsburg mit einer roten Karte des Feldes verwiesen.

### Nationalmannschaft
Am 5. Februar 2008 wurde Sippel für das Länderspiel in Koblenz gegen Belgien zum ersten Mal von Dieter Eilts für die U21-Nationalmannschaft nominiert. Seinen ersten Einsatz für die U21-Auswahl hatte er am 5. September 2008 in Wuppertal gegen die U21-Nationalmannschaft Nordirlands. Insgesamt kam er in zwei Jahren auf neun Spiele für die Auswahl.
Nach dem Suizid von Robert Enke und dem verletzungsbedingten Ausfall René Adlers musste sich Bundestrainer Joachim Löw für die bevorstehende Weltmeisterschaft nach neuen Torhütern für die A-Nationalmannschaft umsehen. Unter anderem nominierte er am 6. Mai 2010 Tobias Sippel für ein Testspiel gegen die Nationalmannschaft Maltas am 13. Mai 2010 in Aachen (Ergebnis 3:0). Im Verlauf dieses Spiels wurden alle sechs Feldspieler von der Ersatzbank eingewechselt – darunter Mats Hummels, der an diesem Abend debütierte; Sippel allerdings spielte nicht, da die neue Nummer 1 Manuel Neuer über die gesamten 90 Minuten spielte. Später wurde Sippel nicht erneut in die Mannschaft berufen. Er ist damit neben Robin Knoche, Sven Ulreich und Oliver Baumann einer von vier Nationalspielern, die in der Amtszeit von Bundestrainer Joachim Löw nominiert, aber nicht eingesetzt wurden.

## Titel
- Deutscher Zweitligameister und Aufstieg in die Bundesliga: 2010 (1. FC Kaiserslautern)
- U21-Europameister: 2009

## Auszeichnungen
- „Die weiße Weste“ 2007/08 für den Torhüter mit den meisten Spielen ohne Gegentor (elf Spiele) in der 2. Bundesliga.

## Sonstiges
Vor seiner Profikarriere absolvierte Sippel eine Berufsausbildung zum Bäcker in der Bäckerei seines Vaters in Bad Dürkheim-Ungstein.